# Herb Sępólna Krajeńskiego
Herb Sępólna Krajeńskiego – jeden z symboli miasta Sępólno Krajeńskie i gminy Sępólno Krajeńskie w postaci herbu.

## Wygląd i symbolika
Herb przedstawia na niebieskim tle wizerunek świętego Wawrzyńca ze złotym nimbem, w ornacie koloru żółto-czerwonego i ciżmach koloru czerwonego, trzymającego w uniesionej prawej ręce kratę (bronę). Ponad polem ze świętym, na niebieskim pasku o szerokości herbu, widnieje czarny, dwuwersowy napis: SĘPÓLNO KRAJEŃSKIE.

## Historia

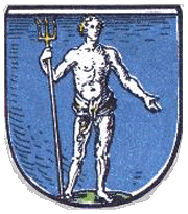
Herb Sępólna Krajeńskiego używany od początku XVIII w. do połowy XX w.

Używany od XVIII w. herb przedstawiał Neptuna lub rybaka z trójzębem w ręku. W 1932 roku Rada Miejska Sępólna, uznała za historyczny herb wyobrażający postać z trójzębem. Po II wojnie światowej jednak, konsultując decyzję z proboszczem sępoleńskim ks. Zenonem Skierką, ustalono za obowiązujący herb z wizerunkiem św. Wawrzyńca.